# Jules Baillarger

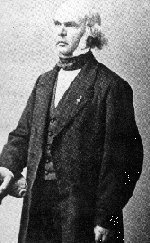
Jules Gabriel François Baillarger

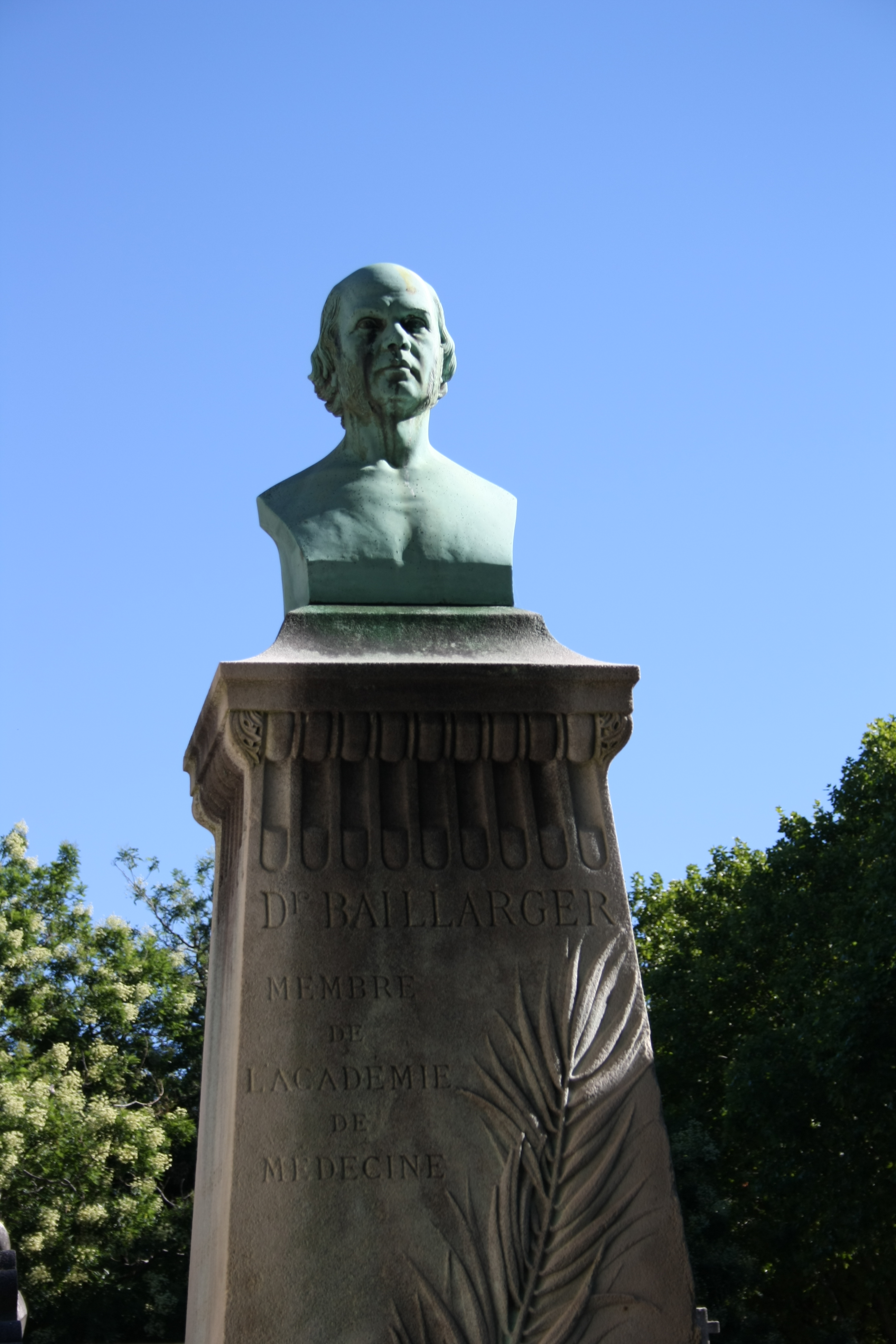
Grab von Jules Baillarger auf dem Cimetière Montparnasse in Paris

Jules Gabriel François Baillarger (* 26. März 1809 in Montbazon; † 31. Dezember 1890 in Paris) war ein französischer Neurologe und Psychiater.

## Leben
Baillarger studierte bei Jean-Étienne Esquirol (1772–1840) in Paris und arbeitete bereits während des Studiums als Assistent an der psychiatrischen Klinik Charenton. Er promovierte 1837 mit einer Untersuchung über den Ausgangspunkt meningealer Blutungen. 1840 nahm er eine Stelle an der Salpêtrière an und wurde wenig später ärztlicher Leiter der psychiatrischen Klinik in Ivry. 1842 wurde er von der Académie de médecine für seine Arbeit über die Halluzinationen ausgezeichnet. Zusammen mit Jacques-Joseph Moreau (1804–1884), François Achille Longet (1811–1871) und Laurent Alexis Philibert Cerise (1807–1869) rief er 1843 die Zeitschrift Annales médico-psychologiques ins Leben, die bis heute noch herausgegeben wird. Bei den Cholera-Epidemien von 1849 und 1865 bewies Baillarger seinen besonderen Mut. Er war es nämlich, der Ulysse Trélat (1828–1890) und Valentin Magnan (1835–1916) durch persönliche Betreuung vor dem Tod bewahrte.

## Forschungsergebnisse
Bereits 1840 wies Baillarger nach, dass der Cortex cerebri in sechs abwechselnde Schichten jeweils grauer und weißer Substanz unterteilt ist. Auch die äußere und innere Baillarger-Schicht, also die Lamina granularis interna und die Lamina pyramidalis interna (siehe Isocortex und Allocortex), sind nach ihm benannt. 1865 konnte Baillarger bei aphasischen Patienten belegen, dass sie zwar die Fähigkeit willkürlicher Rede verloren hatten, dass jedoch ein gewisses Maß reduzierter Ausdrucksfähigkeit weiterbestand.
Bei seinen psychiatrischen Forschungen untersuchte Baillarger die unwillkürliche Natur der Halluzinationen und die Dynamik hypnagoger Zustände, worunter man ein Übergangsstadium vom Wachbewusstsein zum Schlaf versteht. 1854 war er es, der als einer der ersten die Bipolare Störung beschrieb, die er als folie à double forme bezeichnete. Ungefähr zur gleichen Zeit wurde die Bipolare Störung auch von Jean-Pierre Falret (1794–1870), einem weiteren französischen Psychiater, als Krankheitseinheit erkannt. Falret nannte sie folie circulaire.
Ebenfalls nach Baillarger ist das sogenannte „Baillarger-Zeichen“ (Baillarger’s sign) benannt. Darunter versteht man eine Anisokorie bei progressiver Paralyse, also bei einer Spätkomplikation der Syphilis.
Siehe auch: Geschichte der Hirnforschung

## Ausgewählte Werke
- Des hallucinations, des causes qui les produisent et des maladies caractérisent, Mémoires de l’Académie de médecine, 1842.
- Statistique de la folie héréditaire, Annales médico-psychologiques du système nerveux.
- Fréquence da la folie chez les prisonniers, Annales médico-psychologiques du système nerveux.
- Hallucinations, Annales médico-psychologiques du système nerveux. 1844.
- Crétinisme, Annales médico-psychologiques du système nerveux.
- Folie à double forme, Annales médico-psychologiques du système nerveux, 1854.
- Recherches sur la structure de la couche corticale des circonvolutions du cerveau, Mémoires de l’Académie royale de médecine, 1840.
- Recherches sur les maladies mentales, 2 Bände, 1890.